# Филофея Афинская
Филофе́я Афи́нская (греч. Αγία Φιλοθέη η Αθηναία, в миру — Ригу́ла или Реву́ла-Параскеви́ Венизе́лу греч. Ρηγούλα ή Ρεβούλα-Παρασκευή Μπενιζέλου; 21 ноября 1522, Афины — 19 февраля 1589, Калогреза, Аттика) — преподобномученица, святая Элладской православной церкви.

## Биография
Родилась в 1522 году в Афинах в семье Сириги и Ангела Венизелосов, которые были известны не только знатностью и богатством, но и глубоким христианским благочестием. Её мать Сирига часто обращалась с молитвенным прошением к Пресвятой Богородице о даровании ей ребёнка и спустя некоторое время у супругов родилась девочка, которой дали имя Ригула. Воспитанная в глубоком благочестии и правоверии, она по исполнении совершеннолетия была выдана замуж, но её супруг оказался человеком нечестивым и грубым, часто избивал и мучил жену. Через три года после свадьбы супруг скончался, и Ригула стала подвизаться в постничестве, бдении и молитвах, а вскоре основала женский монастырь во имя святого апостола Андрея Первозванного. Когда строительство обители было завершено, Ригула первой из насельниц приняла постриг с именем Филофея.
Когда в XVI веке Греция находилась под турецким игом и многие афинянки были обращены турецкими завоевателями в рабынь, преподобная Филофея тратила большие средства для освобождения своих соплеменниц, многих из которых спасла, выкупив из неволи. В один из дней четыре женщины бежали в обитель преподобной Филофеи от своих владельцев, требовавших от них отречения от христианства. Турецкие власти, узнав местонахождение гречанок, ворвались в келью преподобной и, подвергнув её побоям, отвели к правителю города, который заточил подвижницу в темницу. Утром, когда собралось множество турок, преподобной Филофеи был поставлен ультиматум, что если она не отречется от Христа, то будет изрублена. Когда преподобная Филофея была готова принять мученический венец, собралось множество христиан, в связи с чем мусульмане отпустили святую подвижницу, опасаясь восстания. Возвратившись в монастырь, преподобная Филофея продолжила подвиги воздержания, молитв и бдения, за которые удостоилась благодатного дара чудотворений.
В предместье Афин, Патисии, Филофея основала новый монастырь, где стала подвизаться с сестрами. Во время праздника святого Дионисия Ареопагита турки схватили преподобную Филофею, долго мучали её, а затем, полуживую, бросили умирать. Сестры с плачем перенесли истекавшую кровью святую преподобномученицу в местечко Калогреза, где она преставилась 19 февраля (1) марта 1589 года. Через некоторое время святые мощи преподобномученицы Филофеи были перенесены в Кафедральный собор Афин.

## Почитание
12 декабря 1988 года в местечке Грилльбю, близ города Энчёпинга в Швеции по благословению митрополита Киприана (Куцумбаса) в юрисдикции Синода противостоящих был основан монастырь Святой Филофеи, действующий как подворье монастыря Святых Ангелов.